# 나카강

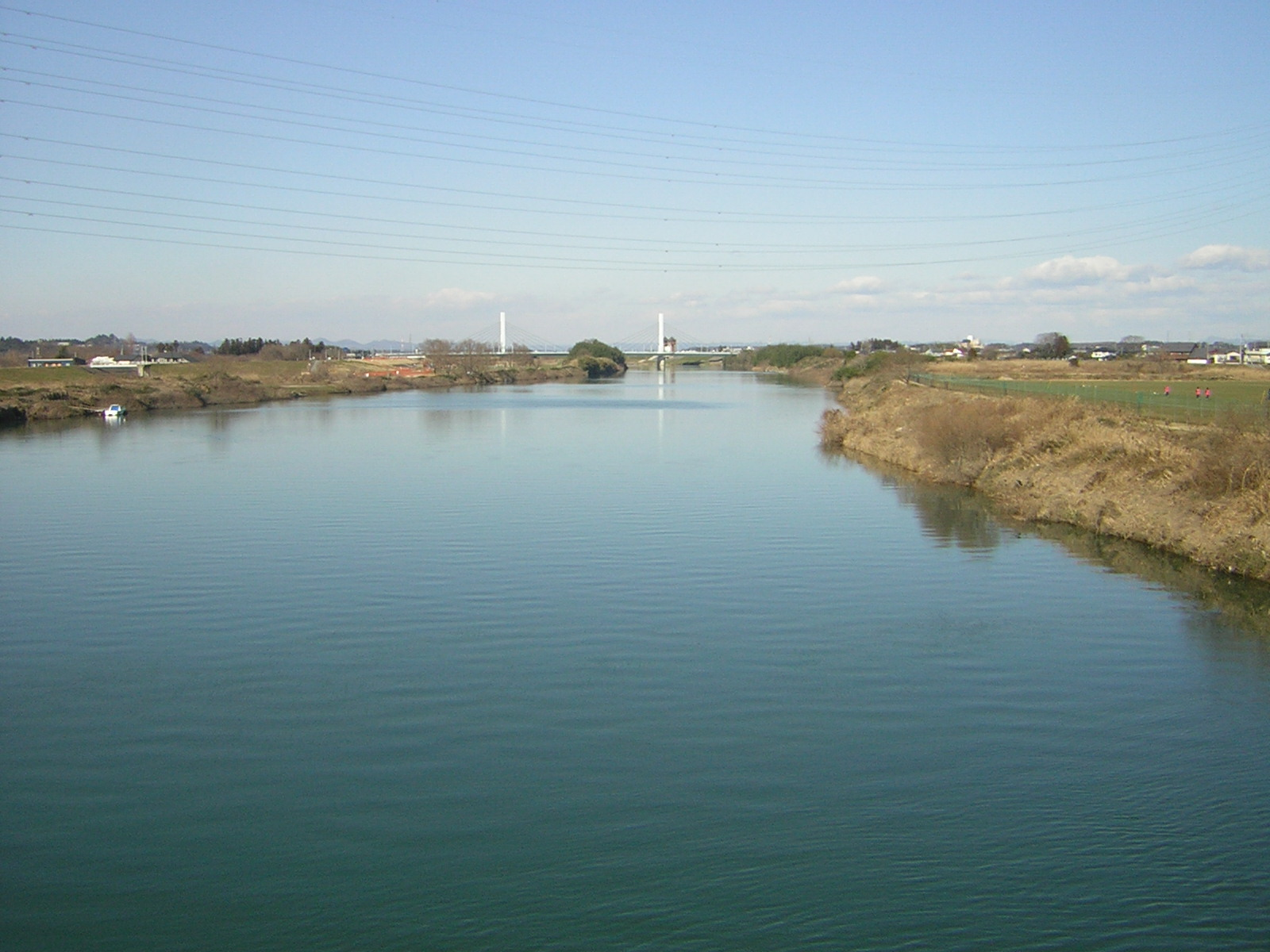

나카강 또는 나카가와(那珂川)는 일본 혼슈 동쪽의 강이다. 이 강은 도치기현과 이바라키현을 흘러 태평양으로 빠진다. 강에는 황어, 연어, 은어, 청어를 포함한 50종의 물고기 살고 있다. 일본 정부에 의해 1급 하천으로 지정되었다. 강의 길이는 150 km이고 유역 면적은 3,270 km2이며 후쿠시마현과 인접한 부분을 포함한다. 수원은 닛코 국립공원의 나스다케이다.